# ECM Records
ECM Records (acronimo di Editions of Contemporary Music) è un'etichetta discografica fondata nel 1969 da Manfred Eicher a Monaco di Baviera, in Germania. È divenuta un punto di riferimento per una generazione di jazzisti a partire dai tardi anni sessanta.
La ECM ha scritturato numerosi musicisti nordici e britannici come Jan Garbarek e John Surman, oltre ad aver dato impulso alle carriere soliste di artisti post-fusion come Pat Metheny, Bill Frisell e Keith Jarrett.
Naturale prosecutrice ed erede del jazz da camera di Jimmy Giuffre e Paul Bley, nel catalogo della ECM si trova un variegato di atmosfere evocative, presentate spesso con confezioni dall'alta qualità di design.

## Discografia (parziale)
- Chick Corea - Return to Forever (1972)
- Paul Bley - Open, To Love (1972)
- Keith Jarrett - The Köln Concert (1975)
- Jan Garbarek - Dis (1977)
- Pat Metheny - Watercolors (1977)
- Steve Reich - Music for 18 Musicians (1977)
- Eberhard Weber - Passengers (1977), con il Gary Burton Quartet
- Egberto Gismonti - Sol do meio dia (1978)
- Terje Rypdal - Waves (1978)
- Pat Metheny Group - Pat Metheny Group (1978)
- Pat Metheny - New Chautauqua (1979)
- Eberhard Weber - Colours - Little movements (1980)
- Meredith Monk - Dolmen Music (1980/81)
- Anouar Brahem - Conte de l'incroyable amour (1991)
- Steve Eliovson - Dawn dance (1981)
- Pat Metheny -  As Falls Wichita, So Falls Wichita Falls (1981), con Lyle Mays
- Pat Metheny Group - Offramp (1982)
- Dino Saluzzi - Kultrum (1982)
- Steve Tibbetts - Safe journey (1984)
- Terje Rypdal - Chaser (1985)
- Eberhard Weber - Chorus (1985)
- Lester Bowie - Avant Pop - Brass Fantasy (1986)
- John Surman - Private City (1987)
- Jan Garbarek - All those born with wings (1987)
- Terje Rypdal - Blue (1987)
- Bill Frisell Band - Lookout for hope (1988)
- Jan Garbarek - Legend of the seven dreams (1988)
- Jan Garbarek - I took up the runes (1990)
- Louis Sclavis - Rouge (1991)
- Ketil Bjørnstad - Water stories (1993)
- Ketil Bjørnstad - The sea (1995)
- Misha Alperin - North Story (1995)
- Pierre Favre - Window steps (1996)
- Nils Petter Molvær - Khmer (1997)
- Eberhard Weber - Selected recordings (2001)
- Jan Garbarek - In praise of dreams (2004)
- Enrico Rava - Easy Living (2004)
- Enrico Rava - Tati (2005)
- Stefano Bollani - Piano solo (2006)
- Stefano Bollani - Stone in the Water (2009)
- Macelaru Ionut Silviu - Jazz... (2023)